# 鉄道公安官 (テレビドラマ)
『鉄道公安官』（てつどうこうあんかん）は、テレビ朝日系列（ただしフルネット局のみ）で1979年4月9日から1980年3月17日まで、毎週月曜日20時から放送されたテレビドラマ。
東京鉄道公安室内の捜査部署「ゼロ課」の活躍を描く。ゼロ課に所属する鉄道公安官は私服で捜査活動を行なうが、制服を着た公安官も登場する。
物語の設定上、捜査は広域に至るため三重県・広島県・愛媛県・山口県など、全国各地でロケーション撮影を実施していた。

## 概要
初回のストーリーは、船乗り（上條恒彦）が投資に失敗した影響から借金を背負い、その弱みにつけこまれ麻薬の運び屋をやらされた末に、その船乗りの息子とブルートレイン「さくら号」でたまたま知り合った主人公たちからどのようにして救われるかといった内容であり、このように本ドラマでは毎話ごとに主人公たちがトラブルを解決していくという人情ドラマが描かれる。

## 登場人物

### 東京鉄道公安室ゼロ課
榊 大介（さかき だいすけ）
演 - 石立鉄男
捜査主任。ゼロ課のメンバーには「主任」と呼ばれている。本作の主人公。
八木 和子（やぎ かずこ）
演 - 五十嵐めぐみ
ゼロ課の紅一点。列車ダイヤを記憶しており、聞かれた列車の位置やその列車に追いつくための列車などを即答するため、榊には「コンピューター」と呼ばれている。
小林 健二（こばやし けんじ）
演 - 星正人
山口県の小郡公安室に所属していたが、第22話で義兄と甥が事件に巻き込まれ、星野たちと協力して解決したのを機に東京鉄道公安室ゼロ課へ異動となる。
古賀 隆太（こが りゅうた）
演 - 赤木良次
新米の公安官。
星野 一（ほしの はじめ）
演 - 加納竜
若手の公安官。英語も堪能で行動派。榊とコンビを組むことが多い。
本間 国雄（ほんま くにお）
演 - 中条静夫
ベテランの公安官。
瀬川 浩三（せがわ こうぞう）
演 - 三橋達也
ゼロ課を統率する東京鉄道公安室の室長。

### その他
島村 泉（しまむら いずみ）
演 - 夏目雅子
雑誌『美しき旅』のカメラマン兼ルポライター。第7話の新幹線の車内で榊たちと知り合い、その後も第14話や第16話などでたびたび榊たちと行動をともにする。

## スタッフ
- プロデューサー ： 福富哲、和佐英彦(テレビ朝日)、福湯通夫、加茂秀男
- 音楽 ： 前田六郎
- 撮影 ： 西山誠、坪井誠
- 照明 ： 斉藤久、吉岡伝吉
- 録音 ： 長井幹夫、佐藤幸哉
- 美術 ： 野本幸男、井上明
- 編集 ： 山口一喜、松谷正雄
- 助監督 ： 小笠原猛、加島忠義、坂本太郎、北本弘、辻理ほか
- 記録 ： 伊藤明子
- 計測 ： 斉藤健、黒須健雄、小林啓二
- 音楽制作 ： あんだんて
- 進行 ： 奈良場繁、小原武羅夫
- 装置 ： 紀和美建
- 装飾 ： 装美社
- 衣裳 ： 鷹志衣裳
- 現像 ： 東映化学
- 制作 ： テレビ朝日、東映

## 主題歌

### オープニング主題歌
- （第1話 - 第12話）「ホームタウン急行」 （アルファレコード）/作詞 ： 山川啓介、作曲 ： 佐藤健、編曲 ： 坂本龍一、歌 ： サーカス
- （第13話 - 最終回）「鉄道公安官のテーマ」/ 作曲 ： 前田六郎

### エンディング主題歌
- 「ホームタウン急行」 （アルファレコード）/作詞 ： 山川啓介、作曲 ： 佐藤健、編曲 ： 坂本龍一、歌 ： サーカス

## 放映リスト
「初放映日」はテレビ朝日のもの。
| 話 数 | 初放映日      | サブタイトル                | 脚本              | 監督     | ゲスト |
| ----- | ------------- | --------------------------- | ----------------- | -------- | --- |
| 1     | 1979年 4月9日 | 寝台特急の少年              | 小野竜之助        | 小西通雄 | 上条恒彦｜原口剛、森川誠｜相馬剛三、石津康彦｜伊藤慶子、宮城健太狼／羽石誠(ナレーター)｜睦五郎 |
| 2     | 4月16日       | 裏切りの北帰行              | 押川国秋          | 松島稔   | 小倉一郎｜千野弘美、吉岡ひとみ｜岡幸次郎、大木史朗、山本武｜武田洋和、山田光一、山浦栄｜羽石誠(ナレーター)、三島一夫(技斗)｜平泉征(現・平泉成）｜佐々木すみ江                                      |
| 3     | 4月23日       | 長崎・女ひとり旅            | 武末勝            | 小西通雄 | 長尾深雪、佐原健二、北原義郎、立川光貴 |
| 4     | 4月30日       | さらば、友よ……              | 長田紀生          | 松島稔   | 峰岸徹、結城しのぶ、勝部演之 |
| 5     | 5月7日        | 駅弁さん、こんにちわ        | 内藤誠            | 中津川勲 | 長谷直美、佐藤英夫、安部徹、深江章喜 |
| 6     | 5月14日       | 若い日、旅立ち              | 押川国秋          | 中津川勲 | 大門正明、三浦リカ、林ゆたか |
| 7     | 5月21日       | こだま最終便の秘密          | 小山幹夫          | 小西通雄 | 紀比呂子、本郷直樹、秋谷陽子、ダ・カーポ |
| 8     | 5月28日       | 俺とスリとあの子            | 長谷川公之        | 小西通雄 | 山田吾一｜長内美那子｜三輪里香、陶隆志｜北町嘉朗、横山あきお｜長島隆一、山本緑、久遠利三｜木村修、小林久雄／三島一夫(技斗)、羽石誠(ナレーター)                                                     |
| 9     | 6月4日        | 車窓に消えた目撃者          | 長谷川公之        | 中津川勲 | 石黒ケイ｜宮口二郎、小笠原弘｜堀切孝悦、星信之｜中原歩、美坂晩鐘｜三島一夫(技斗)、羽石誠(ナレーター)｜久富惟晴                                                                                     |
| 10    | 6月11日       | それは車中で起った          | 長田紀生          | 中津川勲 | 佐藤仁哉、西沢利明、佐々木敏、早瀬久美 菅貫太郎、山本伸吾 |
| 11    | 6月18日       | 東北本線・美しき逃亡者      | 押川国秋          | 松島稔   | 永島暎子、石田信之、磯村健治 |
| 12    | 6月25日       | もりおか4号・消えた花嫁     | 大野武雄          | 松島稔   | 山内恵美子、蟹江敬三、剣持伴紀、 荒谷公之、藤巻潤、伊藤敏孝 |
| 13    | 7月2日        | ひかり10号・報復の激走      | 竹山洋            | 小西通雄 | あいざき進也、井上孝雄、高田橋久子 |
| 14    | 7月9日        | 裏切りの途中下車            | 長谷川公之        | 中津川勲 | 早乙女愛、住吉道博、佐野アツ子 |
| 15    | 7月16日       | 新幹線・謎の脅迫事件        | 武末勝            | 中津川勲 | 根上淳、浜田寅彦、山本茂、斉藤浩子 |
| 16    | 8月6日        | アグネスの鎌倉秘密旅行      | 小野竜之助        | 松島稔   | アグネス・ラム、織本順吉、北村昌子 |
| 17    | 8月13日       | 東京－隠岐・犯罪特急        | 小野竜之助        | 小西通雄 | 松橋登、黒木真由美、内田稔、 北村総一郎、今井健二、青木義朗 |
| 18    | 8月27日       | 山陰本線・強奪宝石の怪      | 内藤誠            | 小西通雄 | 岸本加世子、井上高志 |
| 19    | 9月10日       | 大混線・ニセ公安官現わる    | 奥村俊雄 小山幹夫 | 小山幹夫 | 芦屋雁之助、名古屋章、ナンシー・チェニー |
| 20    | 9月17日       | 泣き虫公安官事件簿          | 押川国秋          | 小山幹夫 | 坂上二郎、谷川みゆき |
| 21    | 9月24日       | 秋芳洞に消えた女            | 長田紀生          | 中津川勲 | 新藤恵美、高品格、川地民夫 |
| 22    | 10月15日      | 山口線・SL大追跡            | 大野武雄          | 中津川勲 | 岡崎二朗、石田ゆり、浜田晃 |
| 23    | 10月22日      | 特急貨物便・強奪            | 小野竜之助        | 小西通雄 | 蟹江敬三、根岸一正、伊東平山 |
| 24    | 10月29日      | 少年に太陽を・眼球を探せ!   | 押川国秋          | 小西通雄 | 石橋蓮司、三谷昇、塚本信夫、 柳川慶子、片桐竜次、津村隆 |
| 25    | 11月5日       | 誘拐特急・ママ、早く来て!   | 押川国秋          | 小山幹夫 | 市毛良枝、大原和彦、鳥居恵子、 林ゆたか、中田博久 |
| 26    | 11月12日      | セーラー服・危機一髪        | 阿井文瓶          | 小山幹夫 | 服部まこ、左時枝 |
| 27    | 11月19日      | 宝石泥棒はトップモデル!?    | 掛札昌裕          | 手銭弘喜 | セーラ・ロウエル、夏夕介、江見俊太郎 |
| 28    | 11月26日      | スリからスッた公安官!?      | 大野武雄          | 松島稔   | 栗田ひろみ、森川正太、石井富子、山本昌平 |
| 29    | 12月3日       | 目撃者・C57とヤエモン       | 小野竜之助        | 松島稔   | 千石規子、今福正雄、谷本重美、 石田太郎、内藤武敏、富田仲次郎 |
| 30    | 12月10日      | 15歳・悪の罠                | 長田紀生 藤中秀紀 | 手銭弘喜 | 犬塚弘、草薙幸二郎、神谷政浩、守屋俊志 |
| 31    | 12月17日      | 南紀白浜・ハネムーン大混戦! | 押川国秋          | 小西通雄 | 大坂志郎、堀之紀、平泉征、うえだ峻、水森コウ太 |
| 32    | 12月24日      | サンタが列車でやってくる    | 阿井文瓶          | 小西通雄 | 鈴木瑞穂、佐藤仁哉、山本由香利、 谷村昌彦、下塚誠 |
| 33    | 1980年 1月7日 | 公安官V.S怪盗55号!          | 小野竜之助        | 松島稔   | 宝田明 |
| 34    | 1月14日       | 公安官抹殺指令              | 大野武雄          | 松島稔   | 成瀬正、八名信夫 |
| 35    | 1月21日       | ちびっこ大捜査線!           | 竹山洋            | 小山幹夫 | 上村香子、児島美ゆき、大谷朗、綾川香、内田勝正 |
| 36    | 1月28日       | 新幹線・消えた美人画を追え  | 島崎喜美男 竹山洋 | 小山幹夫 | 神保美喜、幸田宗丸、小山武宏、西川ひかる |
| 37    | 2月4日        | 遠い旅・殺人者の青春        | 阿井文瓶          | 中津川勲 | 吉沢京子｜真夏竜｜成田次穂、岸井あや子、久遠利三｜武見潤、山本寛、木島久、永谷悟一｜吉宮慎一、上村一夫、石川洋子、安藤博信、竹腰ゆり｜垣内隆、沢田洋／三島一夫(技斗)｜山岡徹也／羽石誠(ナレーター) |
| 38    | 2月18日       | 逃亡公安官を追え!!          | 押川国秋          | 中津川勲 | にしきのあきら｜水原麻記、立花美英｜北見敏之、友金敏雄｜小笠原弘、青都潤吾｜仲野裕、石原昭弘／三島一夫(技斗)｜小鹿番／羽石誠(ナレーター)                                                           |
| 39    | 2月25日       | 女子大生探偵旅行            | 小野竜之助        | 松島稔   | 石井めぐみ、竹井みどり、秋谷陽子、 西田珠美、岩城力也、加藤和夫、浜田晃 |
| 40    | 3月3日        | 追撃!殺人警官               | 大野武雄          | 松島稔   | 梅宮辰夫、本郷直樹、小野川公三郎、 沢田勝美、浅見小四郎、富田仲次郎 |
| 41    | 3月10日       | 山手線・傷だらけの男を追え! | 長田紀生          | 小山幹夫 | 井上孝雄、深江章喜、牛原千恵、 町田祥子、水木恵子 |
| 42    | 3月17日       | 青春特急・いのちよ走れ!     | 押川国秋          | 小山幹夫 | 柏原貴、石井茂樹｜清水まゆみ、野口ふみえ｜矢野宣、早川純一｜中村麻由美、野村隆一、五野上力｜武内文平／三島一夫(技斗)｜W・コミック／羽石誠(ナレーター)｜北村総一朗、西本裕行                        |

協力：
*第1話：博多ニュー大成ホテル
*第2話：会津芦ノ牧温泉・丸峰観光ホテル
*第7話：伊東温泉・ホテルゑびな

## 映像ソフト化
- 2016年11月9日に、ベストフィールドよりデジタルリマスター版のDVD-BOX1が発売（第1話 〜 第21話を収録）され、12月7日にDVD-BOX2が後に発売（第22話 〜 第42話を収録）されている。

## 再放送
初放映から2025年時点で約45年経過、TV局は多数あります。この為、全ての再放送を書くのは不可能と思われます。そこでこの欄には書かないものとします。

## ネット配信
- 2023年11月より、YouTube「東映シアターオンライン」の「据置枠」から第1話と第2話が常時無料配信されている。

## 前後番組
| テレビ朝日系 月曜20時台                                                     | テレビ朝日系 月曜20時台         | テレビ朝日系 月曜20時台 |
| 前番組                                                                      | 番組名                          | 次番組                  |
| --------------------------------------------------------------------------- | ------------------------------- | ----------------------- |
| みごろ!たべごろ!笑いごろ! ↓ みごろ!ゴロゴロ!大放送!! 【ここまでバラエティ】 | 鉄道公安官 【当番組よりドラマ】 | 爆走！ドーベルマン刑事  |